# Aguriahana nepalensis
Aguriahana nepalensis är en insektsart som beskrevs av Thapa 1989. Aguriahana nepalensis ingår i släktet Aguriahana och familjen dvärgstritar.
Artens utbredningsområde är Nepal. Inga underarter finns listade i Catalogue of Life.